# Namsaling
Namsaling (nepalski: नाम्सालिङ) – gaun wikas samiti we wschodniej części Nepalu w strefie Meći w dystrykcie Ilam. Według nepalskiego spisu powszechnego z 2001 roku liczył on 1157 gospodarstw domowych i 6061 mieszkańców (3018 kobiet i 3043 mężczyzn).